# Adozione nell'islam
Questa voce tratta dell'istituto dell'adozione nella religione e nella società islamica.

## Età preislamica (jahiliyya)
L'istituto dell'adozione (tabanni) era vigente nell'Arabia pagana. La persona adottata veniva a far parte della famiglia dell'adottante assumendone il cognome e venendo giuridicamente equiparata ai figli naturali, con tutte le conseguenze giuridiche in campo matrimoniale, ereditario e penale. Era consuetudine durante la jahiliyya, quando qualcuno adottava un uomo, ritenere l'adottato figlio del padre adottivo e suo erede. Lo stesso Muhammad aveva adottato Zayd prima che l'adozione fosse proibita.

## Islam
L'adozione fu abolita dal Corano (XXXIII: 4-5, 37-40), laddove si afferma che “Dio non... ha fatto dei vostri figli adottivi dei veri figli... Chiamate i vostri figli adottivi dal nome dei loro veri padri... E se non conoscete i loro padri, siano essi vostri fratelli nella religione e vostri protetti…”. Sulla base di questi versetti coranici, l'adozione in diritto islamico è proibita. Un sotterfugio giuridico per aggirare questo divieto è quello di effettuare un riconoscimento di paternità, ammesso dal diritto islamico, il quale produce un legittimo rapporto di filiazione.

## Tunisia
Il divieto di adozione è rimasto anche nelle legislazioni contemporanee dei Paesi islamici, i quali concedono però largo spazio al riconoscimento di paternità. Solo in Tunisia l'adozione è stata regolata con la l. n. 58-27 del 4 marzo 1958, che ha preso come modello l'analoga legge francese.
L'adottante, maschio o femmina, deve essere maggiorenne ed avere almeno quindici anni più del minore adottato, a meno che non si adotti un figlio del proprio coniuge, con il suo consenso. L'adottante deve poi essere sposato, godere dei diritti civili, essere irreprensibile, sano di corpo e di mente, ed idoneo a prendersi cura dell'adottato. Tuttavia, il giudice, nell'interesse del minore, può autorizzare un/a vedovo/a o un/a divorziato/a ad adottare un bambino. L'adozione è ammessa solo per il minore, maschio o femmina. Un tunisino può adottare uno straniero. L'adottato ha gli stessi diritti dei figli naturali. L'atto di adozione è ratificato da una sentenza esecutiva del giudice, e può essere revocato se lo esige l'interesse del minore. Nulla è detto circa la differenza di religione tra adottante e adottato, ma un minore musulmano può presumibilmente essere adottato solo da un musulmano, sulla base dei principi generali che regolano il diritto di famiglia tunisino. 